# Metaphycus voakotrokae
Metaphycus voakotrokae is een vliesvleugelig insect uit de familie Encyrtidae. De wetenschappelijke naam is voor het eerst geldig gepubliceerd in 1952 door Risbec.